# Barbara Schüttpelz
Barbara Schüttpelz (n. 9 septembrie 1956, Emsdetten, Republica Federală Germania, Germania) este o canoistă ce a reprezentat Germania, medaliată olimpică. A participat la 2 ediții ale Jocurilor Olimpice (1976, 1984) în care a câștigat o medalie de argint și o medalie de bronz.